# Nicolas Sébastien Adam

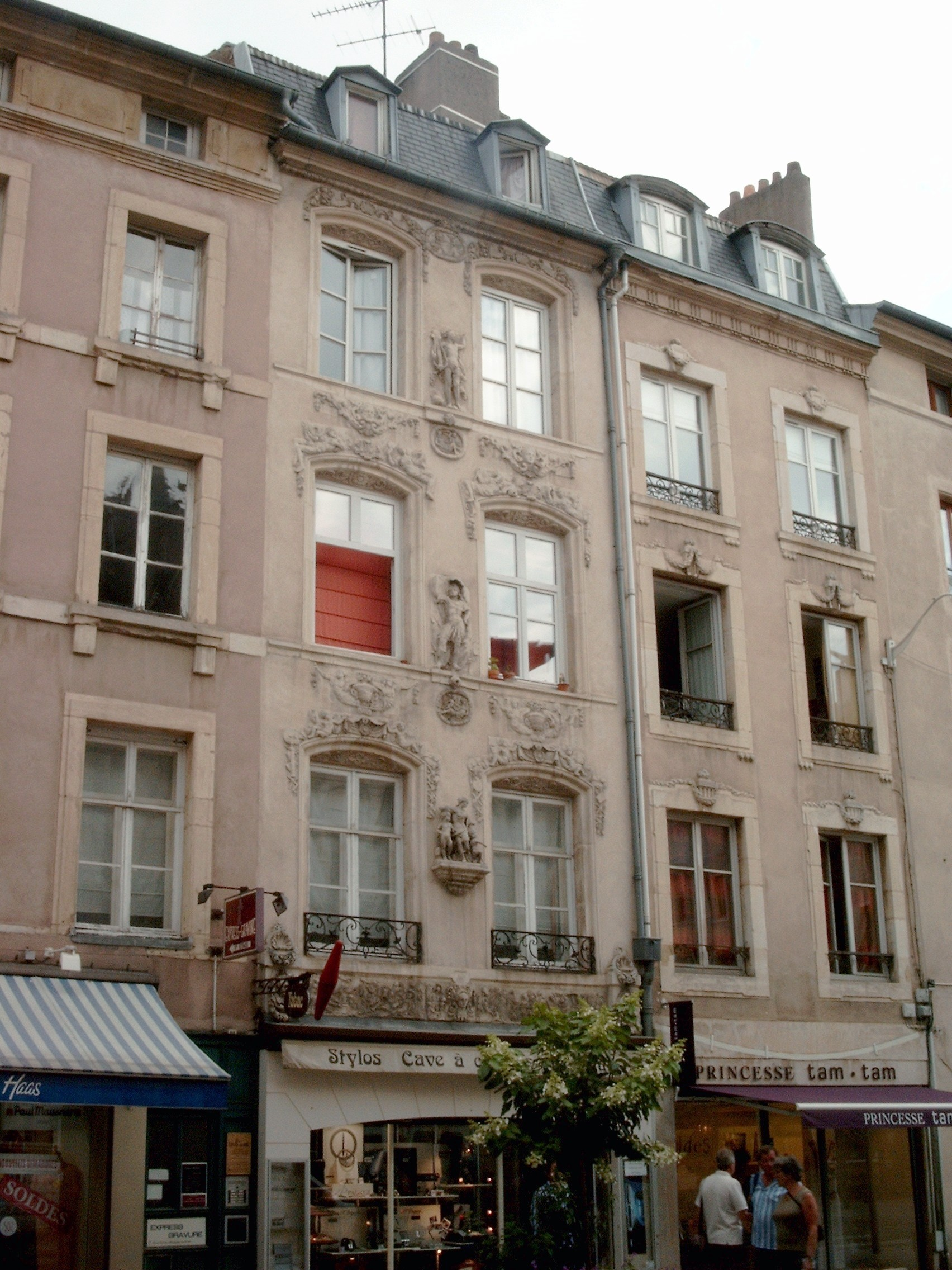
Casa de los Adam, Nancy

Nicolas Sébastien Adam, llamado Adam cadete o Adam el joven (del francés: cadet o le jeune);  (Nancy, 22 de marzo de 1705-París, 27 de marzo de 1778), fue un escultor francés.

## Biografía

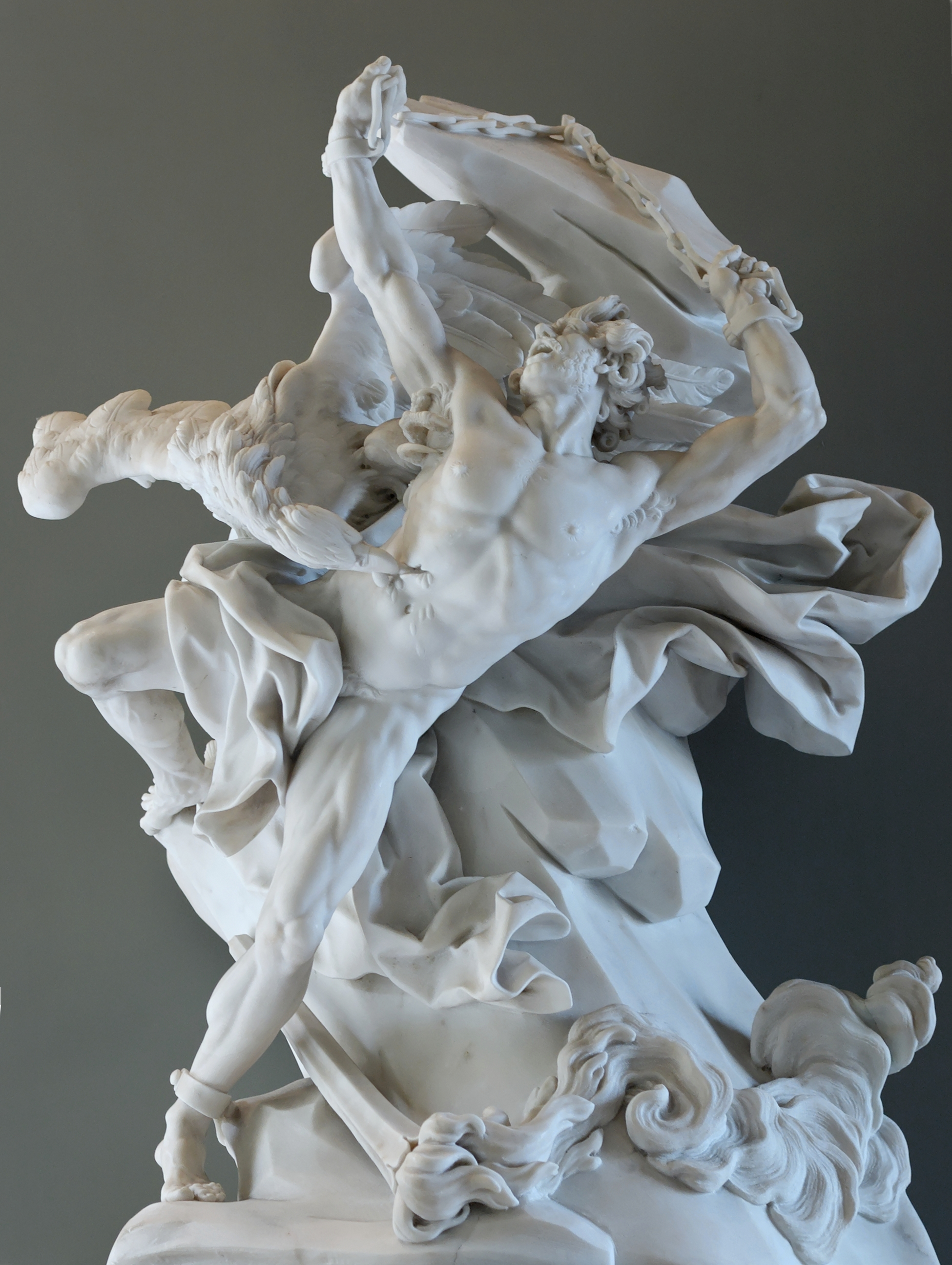
Prometeo encadenado - Prométhée enchaîné), 1762, museo del Louvre.

Hijo del escultor Jacob Sigisbert Adam de Nancy, Nicolas Sébastien Adam fue el pequeño de tres hermanos que fueron todos ellos escultores . Empezó su formación com escultor con su padre, después con su hermano mayor, Lambert Sigisbert Adam, en la Academia real de pintura y escultura. No logró el prix de Rome, pero hizo el viaje a Italia por su cuenta. A lo largo de su viaje, trabaja en la decoración de las fachadas del magnífico Castillo de la Mosson en Juvignac, cerca de Montpellier, donde permaneció durante dieciocho meses, y llegó a Roma en 1726.
Su hermano le presentó al cardenal Melchior de Polignac, para el que restauró numerosos mármoles antiguos. Regresó a París en 1734, trabajando entonces en el taller de su hermano , sin esperar mucho para recibir numerosos encargos . Con su hermano, trabajó en el gran grupo de plomo del estanque de Neptuno del Palacio de Versalles, El Triunfo de Neptuno y de Anfítrite (del francés: Le Triomphe de Neptune et d'Amphitrite)-1740). Trabajó también para la familia de Rohan en el hotel de Soubise, esculpiendo los bajorrelieves de los amores de los dioses (en francés: amours des Dieux - 1736) en la cámara de gal de la princesa . La institución de los Edificios del Rey (en francés: Bâtiments du Roi le contrató para trabajar en la Sala de Cuentas(del francés:  Chambre des comptes) de París, en la abadía de Saint-Denis (con un bajorrelieve de San Mauro implorando la ayuda del Señor para la curación de un niño(del francés: Saint Maur implorant le secours du Seigneur pour la guérison d’un enfant )) y en el Palacio de Versalles (para la Capilla real). Los padres del Oratorio de París le encargan la decoración del portal de su iglesia.
Fue recibido en la Academia en 1762 con un Prometeo encadenado , que se considera una de las obras maestras de la escultura del siglo XVIII. Pero su obra más notable es la tumba de la reina Catalina Opalinski , esposa del rey Estanislao , en la Iglesia de Notre-Dame-de-Bonsecours en Nancy , encargo que probablemente obtuvo a través de sus raíces lorenesas. Se muestra a los fallecidos, de rodillas y con las manos juntas en actitud de oración, guiados por un ángel en el cielo que extiende el brazo, en medio de una pirámide de mármol negro. Ejecutado con gran refinamiento, este grupo está considerado como una de las tumbas más notables y emotivas del siglo XVIII .
En 1757, Nicolas Sébastien Adam tomó matrimonio con la hija de un orfebre de Nancy, Christine Lenoir. La pareja tuvo un hijo pintor, Jean Charles Nicolas Adam, y otro escultor, Gaspard Louis Adam. Falleció ciego en París en 1778.
Influenciado, como Lambert Sigisbert Adam, por el barroco italiano, Nicolas Sébastien Adam toma sitio, a su lado, como uno de los escultores mejores y más sutiles de su tiempo. Ejerció una amplia influencia sobre su sobrino Clodion.

## Obras

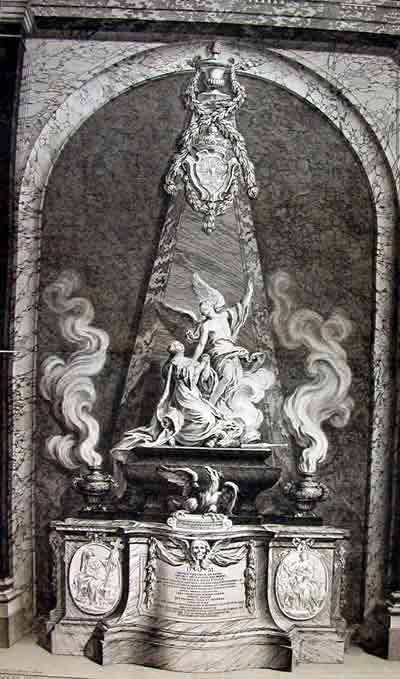
Monumento funerario de la Reina Catherine Opalińska

- Nymphe, bajorrelieve (frontón del gran salón) y los añadidos de los pasamanos de la planta baja (hacia 1723) Juvignac, Castillo de la Mosson
- En colaboración con su hermano Lambert Sigisbert Adam,El Triunfo de Neptuno y de Anfítrite (en francés: Le Triomphe de Neptune et d'Amphitrite-1740) (1735 - 1740), plomo, Versalles, châteaux de Versailles et de Trianon
- Los amores de los dioses - Les Amours des Dieux (1736), relieves, estuco, París, hotel de Soubise, Cámara de la Princesa
- El Otoño - L'Automne (1745), jarrón , mármol, Nueva York, Metropolitan Museum of Art : ejecutado para el parque del Castillo de Choisy
- La Religión instruyendo a un indio - La Religion instruisant un Indien (1745), grupo, mármol, París, iglesia de Saint-Paul-Saint-Louis
- El martirio de Santa Victoria - Le Martyre de sainte Victoire (1747), relieve, bronce, Versalles, Palacio de Versalles y de Trianon, capilla real.
- Monumento funerario de la reina Catherine Opalińska (1749), mármol y bronce, Nancy, Notre-Dame-de-Bonsecours
- La Historia de Apolo - L'Histoire d'Apollon : Apolo y Dafne - Apollon et Daphné, Latona y los campesinos - Latone et les paysans, Apolo y la Sibila - Apollon et la Sibylle, Apolo y Coronis - Apollon et Coronis (hacia 1753), bajorrelieve para el hotel de la Bouëxière en París, Paris, Castillo de Bagatelle y museo Carnavalet
- Orlando Furioso-Angélique et Médor, grupo, Apolo, Diana, estatuas, mármol, Amiens, museo de Amiens : destinadas inicialmente al hotel de Choiseul en París
- Prometeo encadenado (1762), grupo, mármol, París, museo del Louvre
- Iris batiendo sus alas - Iris attachant ses ailes (1775 - 1776), mármol, Versalles, castillo de Versalles y de Trianon : termianada por Clodion

## Recursos
- Geneviève Bresc-Bautier, Isabelle Leroy-Jay Lemaistre (bajo la dirección de Jean-René Gaborit, con la colaboración de Jean-Charles Agboton, Hélène Grollemund, Michèle Lafabrie, Béatrice Tupinier-Barillon), Musée du Louvre. département des sculptures du Moyen Âge, de la Renaissance et des temps modernes. Sculpture française II. Renaissance et temps modernes. vol. 1 Adam - Gois, Ediciones de la Réunion des musées nationaux, París, 1998
- Jean de Viguerie, Histoire et dictionnaire du temps des Lumières. 1715-1789, París, Robert Laffont, coll. Bouquins, 2003 - ISBN 2-221-04810-5